# Dolnośląska Wyższa Szkoła Służb Publicznych „Asesor” we Wrocławiu
Dolnośląska Wyższa Szkoła Służb Publicznych „Asesor” we Wrocławiu – nieistniejąca uczelnia niepubliczna, założona we Wrocławiu w 2000 roku z inicjatywy prawniczki Ludmiły Dziewięckiej-Bokun z Uniwersytetu Wrocławskiego. Uczelnia specjalizowała się w kształceniu pracowników dla urzędów administracji rządowej i samorządowej, instytucji publicznych, służb mundurowych, organizacji pozarządowych oraz przedsiębiorstw i firm komercyjnych. Uczelnia oferowała studia w trybie dziennym i zaocznym w ramach studiów pierwszego stopnia, dających ich absolwentom tytuł zawodowy licencjata. W 2013 roku została włączona do Dolnośląskiej Szkoły Wyższej.

## Władze
- Rektor: prof. dr hab. Ludmiła Dziewięcka-Bokun
- Dziekan Wydziału Służb Publicznych: dr Agnieszka Pawłowska
- Kanclerz: mgr Maria Bokun

## Struktura i kadra
Dolnośląska Wyższa Szkoła Służb Publicznych „Asesor” we Wrocławiu była uczelnią jednowydziałową. W jej skład wchodził Wydział Służb Publicznych. W końcowym okresie istnienia kadrę naukowo-dydaktyczną tworzyło 14 pracowników, w tym 5 ze stopniem doktora habilitowanego i na stanowisku profesora nadzwyczajnego oraz 9 adiunktów ze stopniem doktora:
- dr hab. Ludmiła Dziewięcka-Bokun, prof. DWSSP Asesor
- dr hab. Anna Oleszkowicz, prof. DWSSP Asesor
- dr hab. Ewa Ferenc-Szydełko, prof. DWSSP Asesor
- dr hab. Andrzej Ładyżyński, prof. DWSSP Asesor
- ks. dr hab. Tadeusz Fitych, prof. DWSSP Asesor
- dr Monika Mucha
- dr Agnieszka Pawłowska
- dr Ewa Żołnierczyk
- dr Ryszard Balicki
- dr Elżbieta Chromiec
- dr Cecylia Dziewięcka
- dr Agnieszka Florczak
- dr Jolanta Kędzior
- dr Krzysztof Sobieralski.

## Kierunki studiów
Dolnośląska Wyższa Szkoła Służb Publicznych zajmowała się edukacją przyszłej kadry służb publicznych oraz podnosiła kwalifikacje pracowników administracji państwowej w ramach dwóch kierunków studiów I stopnia (trzyletnie studia licencjackie) w trybie stacjonarnym i niestacjonarnym:
- administracja
- praca socjalna.

Poza tym uczelnia oferowała także studia podyplomowe:
- administracja publiczna w Polsce i w Unii Europejskiej
- menadżer kultury i czasu wolnego
- rachunkowość budżetowa i zarządzanie finansami w aplikacji budżetu zadaniowego
- kadry i płace w administracji publicznej
- prewencja zagrożeń kryminalnych
- asystent rodziny
- zarządzanie kryzysowe
- organizacja pomocy społecznej
- sztuka dyplomacji
- zarządzanie organizacjami pozarządowymi
- bezpieczeństwo i higiena pracy
- zarządzanie projektami i ewaluacja
- trener w administracji
- prawo prasowe, autorskie i reklamy
- prawo podatkowe
- zarządzanie i techniki wywierania wpływu.